# いつか見る虹〜"モルダウ"から〜
「いつか見る虹 〜"モルダウ"から〜」（いつかみるにじ モルダウ から）は歌手、イルカの41枚目のシングル。2008年6月4日発売。2008年6月から7月まで、NHKの歌番組『みんなのうた』で放送された。

## 概要
この曲の原曲はクラシック音楽の有名な楽曲であるスメタナ作曲の交響詩「ヴルタヴァ」（モルダウ）である。
この曲はイルカが、愛する夫を亡くした悲しみを大好きな曲「モルダウ」にこめたものである。
歌詞では、悲しいときに泣くのではなく、暖かな心に触れたときに涙がこぼれるのだと歌っている。
『みんなのうた』では、5分間1曲枠で放送された。
『みんなのうた』放送時の映像は、チェコのヴルタヴァ川（モルダウ川）の実写映像に、番組初参加の米田春香が手掛けた美しい虹色のアニメーションを重ねたものだった。
再放送は初回放送から9年後の2017年6月 - 7月に初めて行われた。

## 収録曲
1. いつか見る虹 〜"モルダウ"から〜
  - 作詞、作曲：イルカ、編曲：内池秀和[2]
  - オリジナルアルバム「ほのぼの倶楽部」とベストアルバム「Jasmine&Rose」にも収録されている。
2. 夢の散歩
  - 作詞、作曲：イルカ、
  - シングル曲と同様にハンガリーのクラシック作曲家バルトーク・ベーラのメロディーを取り入れて作られた。
3. いつか見る虹 〜"モルダウ"から〜（カラオケ）
4. 夢の散歩（カラオケ）